# Grad Ortenburg
Koordinati:   46°47′37″N, 13°27′32″E
Grad Ortenburg   se je kot srednjeveška mogočna trdnjava nahajal na južni vzpetini nad sedanjim zaselkom Unterhaus  naselja Baldramsdorf in istoimenske občine v okraju Špital ob Dravi na Avstrijskem Koroškem. Nahaja se zahodno od mesta Špital, v južnem predelu doline Lurnfeld med reko Dravo in gorsko verigo Goldeck. 

## Zgodovina
Obstoj gradu Ortenburg je izpričan vsaj že konec 11. stoletja, ko se omenja prvi znani ortenburški plemič Adalbert Ortenburški. Ta je bil ministerial brižinskih škofov in začetnik enako  imenovane plemiške rodbine, ki se je priselili iz Bavarske. Med letoma 1072 in 1096 je bil odvetnik in vicedom brižinskih posesti na Zgornjem Koroškem. On naj bi leta 1090 začel graditi grad. Med letoma 1124 in 1147 je nekajkrat v listinah omenjen njegov sin Oton I., grof Ortenburški. Ta je leta 1140 zaključil gradnjo gradu. 1191 so njegovi potomci ustanovili sedanje mesto Špital ob Dravi.  Otto II. Ortenburški je leta 1195 sodeloval v križarskem pohodu  v Palestino. Ortenburžani so bili v poznem srednjem veku, poleg goriških grofov, najmogočnejša plemiška družina na Koroškem. Grof Friderik Ortenburški je bil zaveznik cesarja Rudolfa Habsburškega. Leta 1276 je z Meinhardom Tirolskim izpeljal odstranitev Otokarja II in zasedel Štajersko za Habsburžane. 1395 je dobilo gospostvo Ortenburg pristojnost krvnega sodstva. 

Z Friderikom III. Ortenburškim je leta 1418 družina izumrla. Domnevno naj bi ga na Lipniškem gradu zastrupila njegova žena vojvodinja Teck. Pokopan je bil v grajski kapeli  gradu Ortenburg. Po dedni pogodbi je večina ogromnega premoženja in s tem tudi grad Ortenburg podedoval njegov bratranec celjski grof Herman II.. Celjski so za gradnika na gradu Ortenburg in upravnika grofije Ortenburg postavili dolenjskega viteza Andreja Grabenskega, izvirajočega iz gradu Graben pri Novem Mestu. Andreju Grabenskemu so potem leta 1442 v fevd podelili še grad Sommeregg na Koroškem. Ko je bil Ulrik II., knez celjski, grof ortenburški in zagorski od političnih nasprotnikov v Beogradu umorjen leta 1456, je tudi ta rodbina izumrla. Po določbah dedne pogodbe med Habsburžani in Celjskimi iz leta 1443, naj bi okoli 70 gospostev knezov Celjskih pripadlo cesarju  Frideriku III. Habsburškemu. 
Vendar je tudi grof Janez Goriško-Tirolski izpostavil svoje zahteve do dediščine, na podlagi dedne pogodbe s Celjskimi iz leta 1377. Prišlo je do vojne in grof Janez je oblegal grad Ortenburg, ki pa je obleganje vzdržal, dokler Rudolf Khevenhüller ni pripeljal okrepitev. Po nesrečni bitki za Goriške pod gradom Landskrona je bil 1460 sklenjen  v Požarnici mir. Grof Janez se je odpovedali svoji lastnini vzhodno od Lienza in s tem tudi na Ortenburgu v korist Habsburžanov. Leta 1524 je cesar Karel V. grad  Ortenburg podelil Gabrielu Salamanci, tajniku nadvojvode Ferdinanda in ga kmalu zatem povzdignil v grofa Ortenburškega. Stari grad pa za njegovo družino ni bil več primeren za bivanje, zato je v bližnjem Špitalu zgradil čudovit novi grad Porcia, v katerega pa se ni vselil, ker je prej leta 1539 umrl. Sto let kasneje, ko je umrl vnuk Georg Salamanca, sta gospostvo in stari grad Ortenburg ponovno pripadla Habsburžanom – cesarju Ferdinandu III. Ta je leta 1640 grad in gospostvo prodal beneškim trgovcem bratom Widmann, kasnejšim grofom. Od njih je gospostvo z gradom leta 1662 pridobil Johann Ferdinand knez Porcia, in gospostvo je bilo do leta 1917 fidejkomis. Gradu več niso ustrezno vzdrževali že od 40 let 17. stoletja. 1648 so bili v njem nastanjeni vojaki iz 30-letne vojne. Po potresu 1687 pa je bil dokončno prepuščen v ruševine. Leta 1930 je manjša posest z grajskimi ruševinami prešla v kmečke roke. Za vzdrževanje ruševin skrbi lokalno turistično društvo, ki v dvorišču ruševin prireja poletne turistično-kulturne dogodke.